# Christian Peacemaker Teams
Christian Peacemaker Teams (CPT) är en internationell grupp kristna fredsaktivister, med rötter i klassiska fredskyrkor som kväkare och mennoniter. CPT har 30 fulltidsaktivister i olika konflikthärdar i världen och över 150 volontärer som deltar i kortare aktioner.
Genom direkta aktioner, dokumentering av hur mänskliga rättigheter respekteras och träning i civil olydnad vill man verka för fred och nedrustning av kärnvapen. 
Svensken Martin Smedjeback och sju andra CPT:are bröt sig i juli 2007 in på den amerikanske senatorn Richard Durbins kontor i Chicago för att få honom att rösta nej till ökade krigsinsatser i Irak. Till den kristna tidningen Dagen säger Smedjeback att "kristna, enligt Jesu budskap, har ett speciellt uppdrag här i världen. Jesus har sagt att vi ska älska våra fiender och verka för fred". Aktivisterna är arresterade och rättegång hölls den 13 augusti.

### Fotnoter
1. ↑  ”Svensk kristen aktivist arresterad”. Dagen.se. Arkiverad från originalet den 27 september 2007. https://web.archive.org/web/20070927015231/http://www.dagen.se/dagen/Article.aspx?ID=138851.